# Pherbellia beatricis
Pherbellia beatricis är en tvåvingeart som beskrevs av Steyskal 1949. Pherbellia beatricis ingår i släktet Pherbellia och familjen kärrflugor. Inga underarter finns listade i Catalogue of Life.